# غراهام جاكوبس
غراهام جاكوبس (بالإنجليزية: Graham Jacobs)‏ هو سياسي أسترالي، ولد في 8 نوفمبر 1949. نشط حزبياً في الحزب الليبرالي الأسترالي. وقد انتخب عضو الجمعية التشريعية لأستراليا الغربية.